# More Than a Feeling
More Than a Feeling è un singolo del gruppo musicale statunitense Boston, pubblicato il 18 settembre 1976 come primo estratto dal primo album in studio Boston.
Nel 2004 la rivista Rolling Stone ha collocato il brano al 500º posto nella sua lista delle 500 migliori canzoni di tutti i tempi. Nella nuova edizione della stessa lista, pubblicata nel 2021, il brano è stato collocato alla posizione 212.

## Composizione
A Tom Scholz, principale ideatore del brano, furono necessari ben cinque anni per completarlo. Scholz scrisse il testo basandosi sull'idea di perdere qualcuno di caro e su come la musica, per una persona, possa fungere da connessione coi ricordi del passato. Pur non essendo basato su uno specifico evento della vita di Scholz, il testo riporta comunque il nome di una persona vera, quello di Marianne, cugina di Scholz, per cui lui ebbe una cotta all'età di 10 anni. Si tratta di uno dei sei brani (cinque dei quali sono apparsi nell'album Boston) su cui il musicista lavorò nel suo seminterrato dal 1968 al 1975, prima che la band ottenesse il suo primo contratto musicale. La parte di batteria fu originariamente sviluppata da Jim Masdea, anche se fu Sib Hashian a suonarla nella registrazione ufficiale.

## Accoglienza
Billboard descrisse More Than a Feeling come "un brano rock dominato dalla chitarra elettrica... reso commerciale attraverso un ritmo accessibile, un supporto di battiti di mani e una voce liscia ed elevata". Cash Box disse che "è un'offerta hard rock, ma ha una melodia sofisticata che fa uso di accordi minori" e che ha un lavoro di chitarra all'unisono "attraente" e una voce possente. Record World disse che, con la canzone, i Boston "mostrano di essere abili a fare rock con una furia heavy metal, ma allo stesso tempo costruiscono una tensione dinamica attorno alla melodia del brano". Il critico Paul Elliott della rivista Classic Rock l'ha giudicata come "la migliore canzone di sempre dei Boston". Il critico Robert Hilburn del Los Angeles Times la definì "un singolo pop-rock straordinariamente attraente" e affermò che si posiziona assieme a Bohemian Rhapsody dei Queen come uno dei migliori singoli del 1976. Hilburn disse anche che il brano unisce "il grazioso splendore e le eccitanti melodie dei Moody Blues, lo stridente impatto chitarristico di Brian May dei Queen e un po' della conoscenza del pop-rock romantico di Eric Carmen e dei vecchi Raspberries".
Guitar World afferma che quando in radio viene riprodotta More Than a Feeling, "pochi riescono a resistere all'abbandonarsi a scatti di air guitar dalle dita veloci e a un vivace canto in falsetto". Il critico della Rolling Stone Album Guide Paul Evans sostiene che "per quanto brillante possa sembrare, More Than a Feeling colpisce una nota emotiva insolitamente risonante". Michael Gallucci del sito web Ultimate Classic Rock ha giudicato il brano come il migliore dei Boston, come anche Brian Kachejian sul sito Classic Rock History. Il critico Dave Swanson di Ultimate Classic Rock ha collocato il brano alla posizione n° 28 nella lista dei più grandi classici rock di tutti i tempi.

## Formazione
- Tom Scholz - chitarra acustica ed elettrica, basso
- Brad Delp - voce
- Barry Goudreau - chitarra elettrica
- Fran Sheehan - basso
- Sib Hashian - batteria

## Cultura popolare
È stata inserita nel famoso gioco musicale Guitar Hero e anche nel film d'animazione Madagascar 2. Il brano venne pubblicato come cover dalla band svedese Bad Habit negli anni ottanta.
Viene interpretata nella puntata I miei duemila metri quadri della serie televisiva Scrubs - Medici ai primi ferri da una air band formata da Turk come cantante, Ted Buckland come chitarrista, l'inserviente come bassista e il fattorino Lloyd come batterista.
Nel 2009 è stata citata nel film L'uomo che fissa le capre come una canzone che aiutava Lyn Cassady (interpretato da George Clooney) a entrare nello stato di trance adeguato per la chiaroveggenza. È stata inoltre inserita nella colonna sonora del film e nei titoli di coda. È stata protagonista anche di una puntata della serie televisiva The Middle, quando all'auto ferma al semaforo guidata dalla moglie Frankie, con a bordo i figli Axl Sue e Brick, si affianca casualmente quella del marito Mike, il quale, non accortosi della presenza del resto della famigliola e con immenso stupore della stessa, sta ascoltando proprio questa canzone e, soprattutto, la sta cantando a squarciagola con un coinvolgimento emotivo assolutamente impensabile in una persona di solito piuttosto algida ed impassibile come lui. Il fatto crea i presupposti per tutta una serie di punzecchiamenti e gag successive.

## Classifiche

### Classifiche settimanali
| Classifica (1976-1977)         | Posizione massima |
| ------------------------------ | ----------------- |
| Australia                      | 11                |
| Belgio (Vallonia)              | 41                |
| Belgio (Fiandre)               | 16                |
| Canada                         | 4                 |
| Germania                       | 15                |
| Giappone                       | 68                |
| Nuova Zelanda                  | 15                |
| Paesi Bassi                    | 13                |
| Regno Unito                    | 22                |
| Stati Uniti (Hot 100)          | 5                 |
| Stati Uniti (Cash Box Top 100) | 4                 |
| Svizzera                       | 9                 |

### Classifiche di fine anno
| Classifica (1977)      | Posizione |
| ---------------------- | --------- |
| Australia              | 95        |
| Canada                 | 58        |
| Germania               | 76        |
| Stati Uniti (Cash Box) | 83        |